# Каагу
Каагу (ест. Kaagu) — село в Естонії, входить до складу волості Вастселійна, повіту Вирумаа.